# Emily Sandberg
Emily Sandberg Gold (Rochester, Minnesota, 26 de mayo de 1978) es una empresaria, modelo y actriz estadounidense. Es fundadora y CEO de la empresa Twice Social. Es esposa del músico y productor Gary Gold.
Gold se hizo internacionalmente conocida por sus apariciones como la imagen de las marcas Clinique, Donna Karan, Versace, Fendi y The Gap. También ha aparecido en las portadas de Vogue en Italia y Japón y de Marie Claire. Luego de una exitosa carrera como modelo, Gold ingresó al sector tecnológico lanzado la publicación digital y agencia de redes sociales Twice Social. Además, ha aparecido en tres largometrajes, The Devil Wears Prada (2006), Employee of the Month (2006) y Old Dogs (2009).

## Filmografía
- The Devil Wears Prada (2006)
- Employee of the Month (2006)
- Old Dogs (2009)